# Hartwig Schütt
Hartwig Schütt (* 15. Juni 1923 in Kiel; † 14. Dezember 2009 in Düsseldorf) war ein deutscher Malakologe und Chemiker. 

## Leben
Schütt machte 1941 sein Abitur in Kiel und war dann bis 1945 Soldat an der Ostfront. Danach studierte er Chemie in Hamburg und Kiel und wurde 1952 bei Karl Wilhelm Rosenmund promoviert (Eine Synthese hydroaromatischer Laktone). Danach war er Chemiker bei der Firma Henkel. Er stieg dort 1965 zum Leiter der Fettalkoholbetriebe auf, wurde 1969 Hauptabteilungsleiter und 1974 Abteilungsdirektor. 1986 ging er in den Ruhestand. Er war an 281 Patenten beteiligt.
Als Malakologe befasste er sich vor allem mit Landschnecken aus Südosteuropa (Jugoslawien, Griechenland), den Nahen Osten (Israel, Jordanien, Syrien) und insbesondere der Türkei, in die er 20 große Sammelreisen unternahm. Er publizierte zum Beispiel über höhlenbewohnende und unterirdisch lebende Mollusken und fossile Mollusken des Tertiär und Quartär. Er schrieb ein Standardwerk über Landmollusken der Türkei. Die erste und zweite Auflage des Buches brachte ihm 1996 die Kritik der Arbeitsgruppe türkische Binnenmollusken (ATB) ein, die verschiedene Fehler und generell den Publikations-Alleingang kritisierten. In den nachfolgenden Auflagen überarbeitete er das Buch immer wieder.
1977 bis 1990 war er Erster Vorsitzender der Deutschen Malakozoologischen Gesellschaft. 1993 wurde er deren Ehrenmitglied.
Er war zweimal verheiratet, aus erster Ehe hatte er eine Tochter, aus zweiter Ehe mit Erika Lunau vier Söhne.

## Schriften
- Türkische Landschnecken, Hemmen-Wiesbaden 1993, 5. Auflage als Turkish Landsnails. 1758–2005, Verlag Natur und Wissen, Solingen 2010